# Partito Conservatore Progressista del Manitoba
Il Partito Conservatore Progressista del Manitoba (o PCP) è un partito politico di destra nel Manitoba, in Canada. Il partito è stato fondato nel 1882. Ha formato il governo della provincia tra il 1899 e il 1915. Ha perso il potere nelle elezioni generali del 1915 a causa di uno scandalo per la costruzione del Manitoba Legislative Building.

## Storia
Nel corso del XX secolo, il PCP ha formato più volte il governo provinciale. Dopo le elezioni generali del 1988, il partito ha formato un governo di minoranza ed è rimasto al potere per diversi anni. Nelle elezioni generali del Manitoba del 1999, ha perso il potere a favore del Nuovo Partito Democratico. Nelle elezioni generali del 2011, il PCP ha formato l'opposizione nell'Assemblea legislativa, con otto seggi.
Il 30 luglio 2012 Brian Pallister è diventato il leader del partito. È anche il leader dell'opposizione nell'Assemblea legislativa. Dopo le elezioni del 2016, il PCP è entrato a far parte del governo governo e Pallister è diventato Premier del Manitoba.